# Pascal Monard
Pour les articles homonymes, voir Monard.
Pascal Monard (1795-1874) est un chirurgien militaire et un botaniste français du Second Empire.

## Biographie
Pascal Monard naît le 15 février 1795 à Metz. Il est le frère jumeau de Charles Monard. Pascal Monard commence une carrière militaire dans la Grande Armée le 16 mai 1813. Une fois diplômé de la Faculté de Paris, Pascal Monard est promu chirurgien aide-major en 1819.
Pascal Monard participe à l’Expédition d’Espagne en avril 1823, où il est nommé médecin-adjoint au quartier général. De retour en France, il est affecté à Lyon, Montmédy, puis Besançon. Il prend part ensuite au siège d'Alger en 1830 avant d'être nommé médecin ordinaire à l’Hôpital militaire d'Alger. Il y est nommé professeur en 1835. Passionné par la faune et la flore algérienne, il devient, comme son frère, membre correspondant de la Société d'histoire naturelle de la Moselle en 1836. Il est promu Officier de la légion d'honneur le 20 avril 1839. Peu après, il est promu médecin en chef à l'hôpital de la salpêtrière à Alger. En janvier 1843, il est nommé médecin en chef à l’hôpital de Médéah, puis à celui du Dey à Alger.
Médecin principal, Pascal Monard prend sa retraite en 1844 et se retire dans sa ville natale. Pascal Monard se consacre alors à la botanique. Membre actif de la Société d'histoire naturelle de la Moselle, il correspond avec de nombreuses sociétés savantes, notamment la Société de médecine de Cadix, la Société botanique de France, la Société impériale et royale de géologie de Vienne. En 1866, il est nommé président de la Société d'histoire naturelle et le restera jusqu'à sa mort, le 4 février 1874.
Par testament, Pascal Monard légua sa fortune et ses collections botaniques à la Société d'histoire naturelle de la Moselle. Sa maison deviendra, après 1871, le siège du muséum. 
Hommage posthume de leur ville natale, une rue de Metz porte le nom des frères Monard.

## Sources
- Notice sur M. Pascal Monard, in Bulletin de la Société d'histoire naturelle de Metz, Volumes 12 à 14, SHNM, 1875.
- Raymond Bolzinger: Le destin militaire et médical des frères Monard, in Bulletin de la Société d'histoire naturelle de la Moselle, 41e Cahier, 1975 (p. 19-35).